# Biblioteca Joan Miró
La Biblioteca Joan Miró és una biblioteca pública situada al Parc de Joan Miró, amb accés des del carrer de Vilamarí, 61, del barri de la Nova Esquerra de l'Eixample de Barcelona. Porta el nom, igual que el parc, del pintor Joan Miró.

## Història
Es va inaugurar el 1990. L'edifici, projectat pels arquitectes Beth Galí, Màrius Quintana i Antoni Solanas, va ser el primer de la ciutat concebut com a biblioteca, i també el primer de disposar de catàleg automatitzat.
A la Biblioteca s'ha creat un centre d’interès sobre l’artista Joan Miró. En aquest espai s'hi recullen publicacions escrites per l’artista, llibres publicats sobre la seva obra i catàlegs d’exposicions editats.
L'Ajuntament de Barcelona projecta ampliar la biblioteca, tancant els porxos que hi als extrems de l'edifici i reparar les patologies existents.

## Descripció
Ocupa una superfície de 750 metres quadrats i la componen dos edificis: l'ala infantil, al costat mar, i l'ala d'adults, al costat muntanya, connectats entre si per una passarel·la de vidre. Les dues ales disposen de planta baixa i altell. A la coberta hi ha instal·lades plaques fotovoltaiques.
A l'accés a la biblioteca des del carrer de Vilamarí, en un pas sobre l'estany artificial, s'hi va posar una curiosa porta giratòria de dos batents, formats cadascun per la silueta de set nens corrent amb llibres sota el braç, retallada sobre una planxa d'acer.